# صالحوو (شهرستان ایشیمبایسکی، باشقیرستان)
صالحوو (انگلیسی: Salikhovo, Ishimbaysky District, Republic of Bashkortostan) یک شهرک در شهرستان ایشیمبایسکی استان باشقیرستان کشور روسیه است.